# Alf Hurum

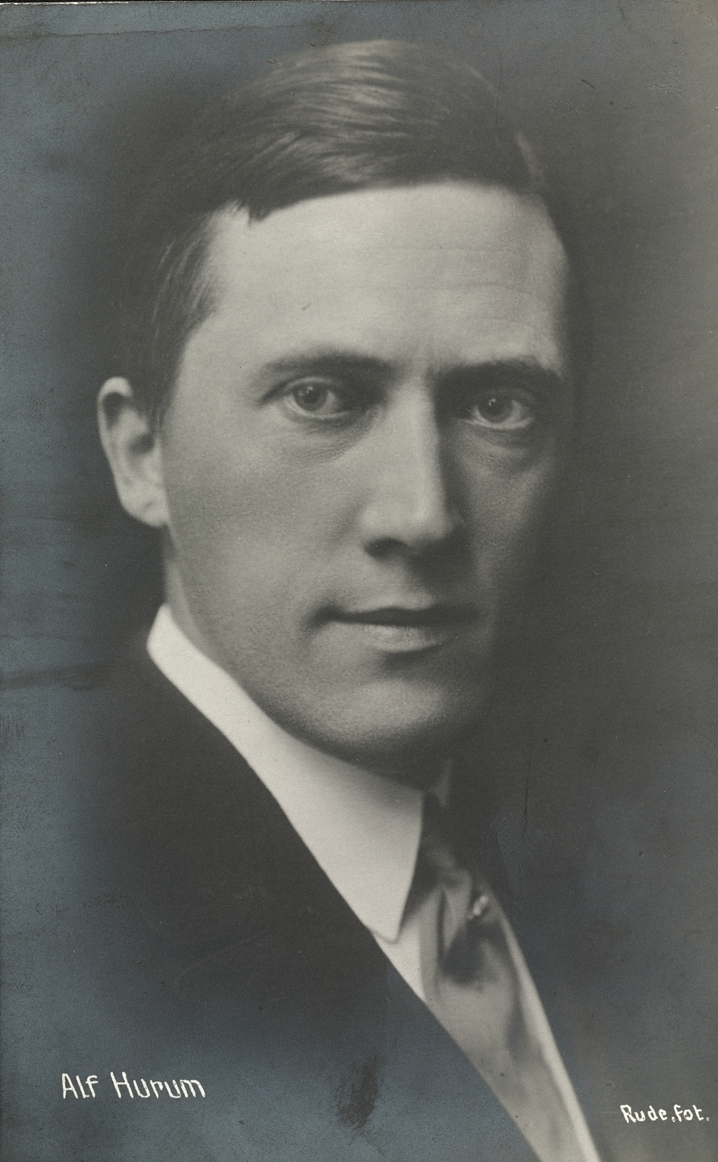
Ca. 1915

Alf Hurum, född 21 september 1882, död 15 augusti 1972, var en norsk tonsättare.
Hurum studerade bland annat för Iver Holter i Kristiania, Max Bruch och José Vianna da Motta i Berlin samt Maximilian Steinberg i Sankt Petersburg. Hurum, som var en talangfull instrumentatör, visade i sina tidigare arbeten influens av Grieg, senare av Debussy och rysk tonkonst med kompositörer som Modest Musorgskij och Nikolaj Rimskij-Korsakov. Han har komponerat romanser, violinsonater, körverket Lilja, orkerstersviter, pianostycken med mera.